# 布鲁塞尔皇家音乐学院
布鲁塞尔皇家音乐学院（法語：Conservatoire royal de Bruxelles）创建于1813年，于1832年获得正式名称。

## 建筑

### 音乐会
每年由音乐学院组织学生音乐会和表演，举办超过100场活动，并举办两场音乐节活动。

### 图书馆

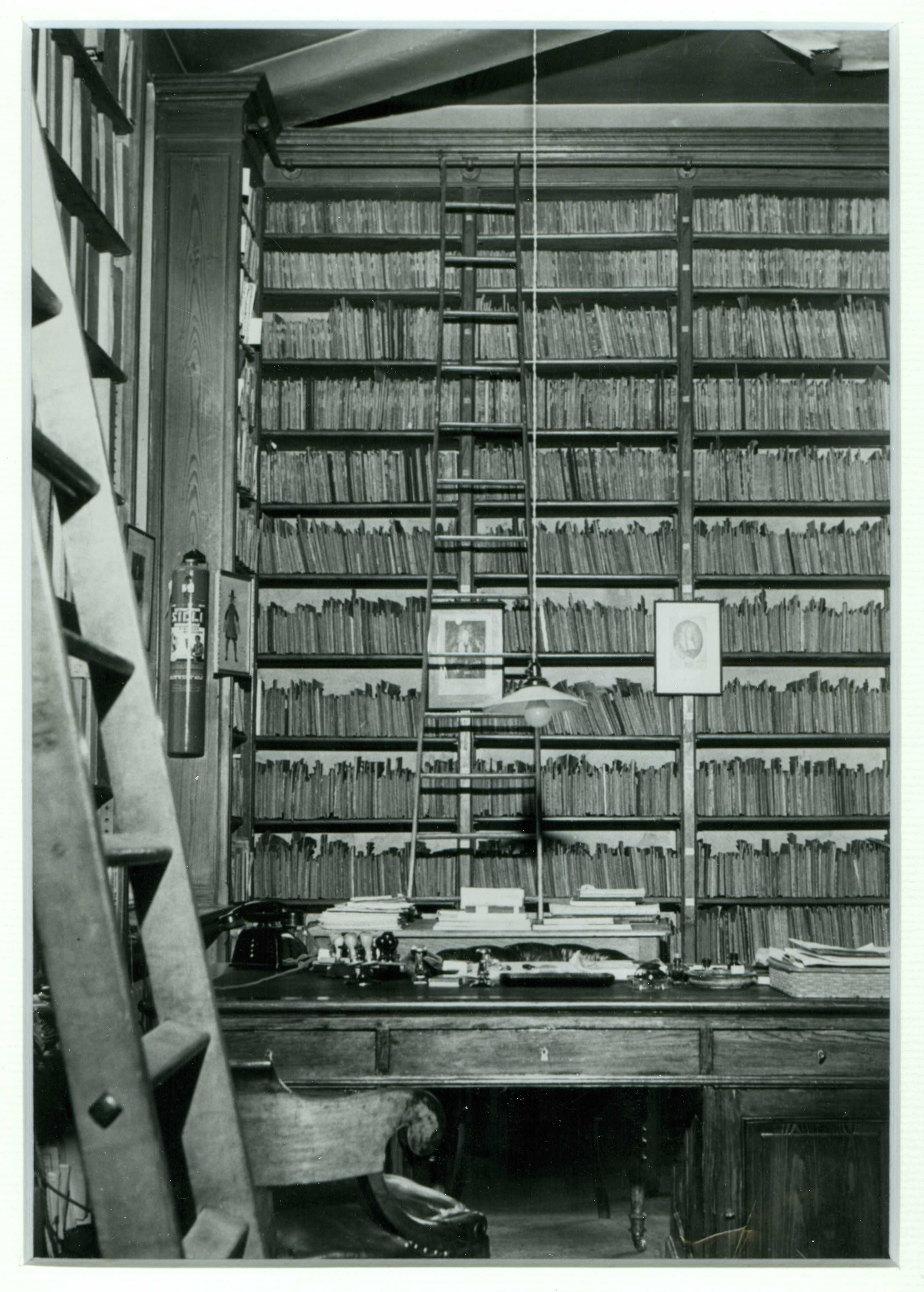
图书馆

## 名人

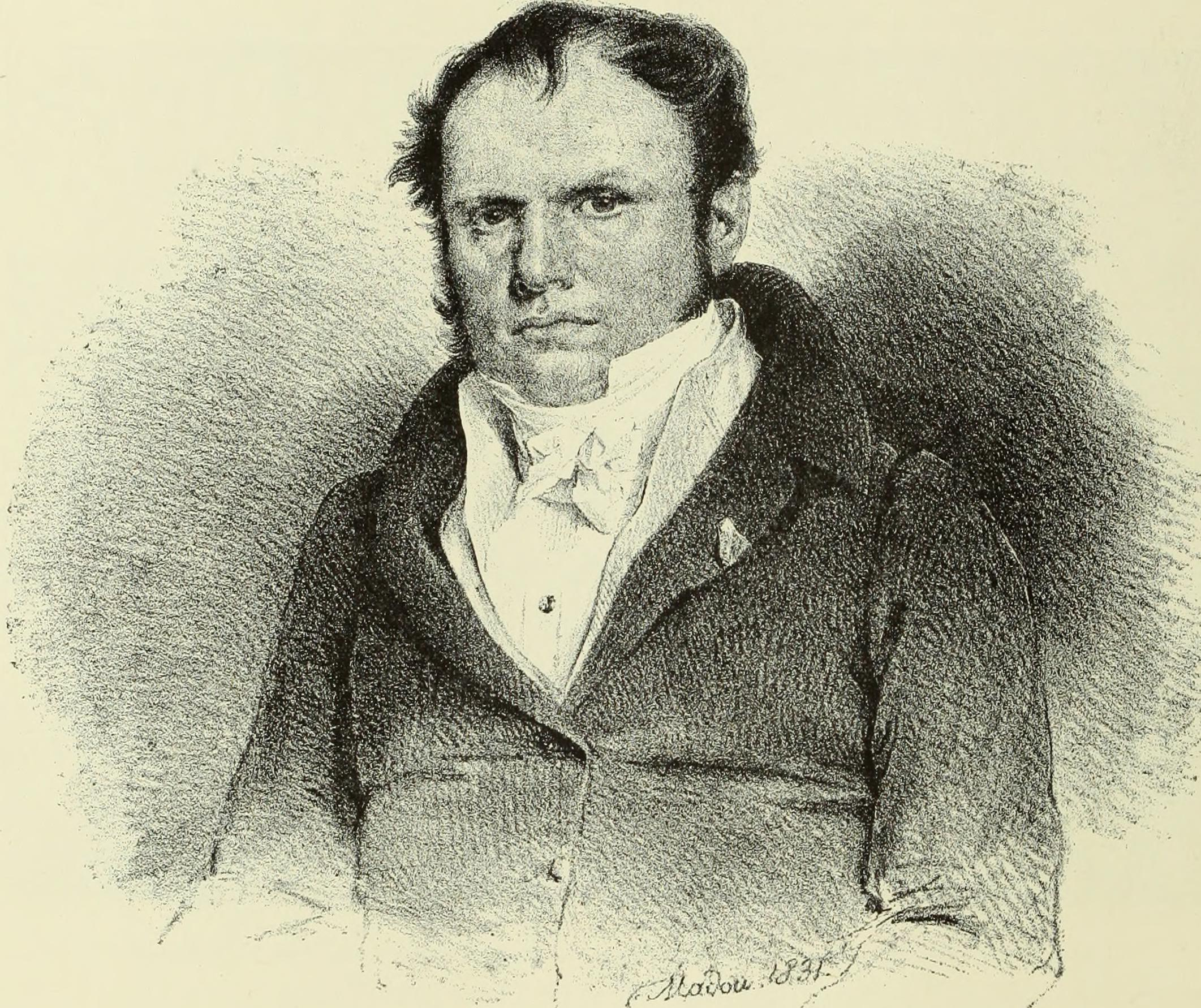
François-Joseph Fétis

### 院长
- 1833-1871:François-Joseph Fétis
- 1925–1939: 约瑟夫·戎冈

### 知名校友
- 伊萨克·阿尔贝尼斯
- 彼得·伯努瓦
- 安德烈·瑞欧
- 阿道夫·萨克斯
- 何塞·凡·丹姆
- 欧仁·伊萨伊
- 鄧昌國